# 扁穗草属
扁穗草属（学名：Brylkinia）是禾本科下的一个属。该属仅有Brylkinia caudata一种，分布于东亚。